# Charles Joseph Gahan
Charles Joseph Gahan (Roscrea County, Tipperary, 20 januari 1862 - Aylsham, Norfolk, 21 januari 1939) was een Iers entomoloog.
Gahans opleiding begon op het Queens College Galway en vervolgens studeerde hij aan de Royal School of Mines in Kensington. In 1882 werd hij bekroond met een medaille en ontving hij prijzen als de beste biologieleerling van zijn jaar. In 1886 ging hij werken bij het Natural History Museum in Londen als assistent op de afdeling zoölogie en werd conservator toen daar in 1913 een nieuwe afdeling entomologie werd gevormd. Gahan had zich gespecialiseerd in kevers, met name de boktorren (Cerambycidae). In het werk The Fauna of British India, Including Ceylon and Burma, schreef hij het deel over deze keverfamilie. Hij beschreef honderden van deze soorten voor het eerst. 
Hij was ere-secretaris van de Entomological Society of London van 1899 tot 1900 en was voorzitter van 1917 tot 1918. 
- Bibsys: 2095480
- International Standard Name Identifier: 0000 0001 0997 7019
- Library of Congress Control Number: no2016099076
- Nationale bibliotheek van Australië: 35134078
- Nederlandse Thesaurus van Auteursnamen: 157401782
- Istituto Centrale per il Catalogo Unico: CUBV070104
- Système universitaire de documentation: 118792970
- Trove: 837019
- Virtual International Authority File: 91572430
- WorldCat: E39PBJk4DhBwcCQFC6hmcvvvHC